# Parlamento de Galicia
El Parlamento de Galicia es la institución donde reside el poder legislativo de la comunidad autónoma de Galicia, en España. Se instauró en 1981 y está formado por 75 diputados que se eligen mediante sufragio universal.

## Historia
Como los parlamentos de País Vasco, Cataluña y Andalucía, el Parlamento de Galicia fue constituido tras las primeras elecciones autonómicas, celebradas en 1981, a partir de la redacción del Estatuto de Autonomía por el procedimiento marcado en el artículo 151.2 de la Constitución, por los miembros de las Cortes Generales elegidos en las provincias correspondientes en la primera legislatura de la monarquía, presidida por Adolfo Suárez.
La primera sesión constitutiva del Parlamento de Galicia tuvo lugar el 19 de diciembre de 1981 (I Legislatura) en el Palacio de Gelmírez, una vez celebradas las primeras elecciones autonómicas de nuestra historia, el 20 de octubre de 1981.
Previamente, el 18 de mayo de 1981, había entrado en vigor el Estatuto de Autonomía de Galicia, aprobado en el referendo celebrado el 21 de diciembre de 1980.

## Posición estatutaria

### Asignación de escaños
De acuerdo con el artículo 9.1 del Título III de la Ley 8/1985, de 13 de agosto, de elecciones al Parlamento de Galicia, el Parlamento de Galicia está compuesto por 75 diputados. Estos son elegidos por las cuatro circunscripciones electorales gallegas que, a su vez, corresponde con las cuatro provincias de la comunidad autónoma. Cada una de ellas elige a un número diferente de diputados, tal y como marcan los artículos 9.2 y 9.3 de la citada ley: a cada una de las cuatro provincias de Galicia le corresponde un mínimo inicial de 10 Diputados y los 35 diputados restantes se distribuyen entre las provincias en proporción a su población. Actualmente, esta es la distribución de escaños que se sigue:
- Provincia de La Coruña: 10 + 15 = 25 diputados
- Provincia de Lugo: 10 + 4 = 14 diputados
- Provincia de Orense: 10 + 4 = 14 diputados
- Provincia de Pontevedra: 10 + 12 = 22 diputados

El mandato de los diputados termina cuatro años después de su elección o el día de la disolución de la Cámara, cuyo derecho corresponde al presidente de la Junta de Galicia.

### Funciones de la Cámara
Según el artículo 10 del Estatuto de Autonomía de Galicia, las funciones del Parlamento de Galicia son las siguientes:
- Ejercer la potestad legislativa de Galicia.
- Controlar la acción ejecutiva de la Junta de Galicia.
- Aprobar los presupuestos.
- Elegir de entre sus miembros al presidente de la Junta de Galicia.
- Exigir responsabilidad a la Junta de Galicia y a su presidente.
- Solicitar del Gobierno del Estado la adopción de proyectos de ley.
- Presentar ante la Mesa del Congreso de los Diputados proposiciones de ley.
- Presentarse ante el Tribunal Constitucional en los supuestos y términos previstos en las leyes.

## Presidencia del Parlamento de Galicia

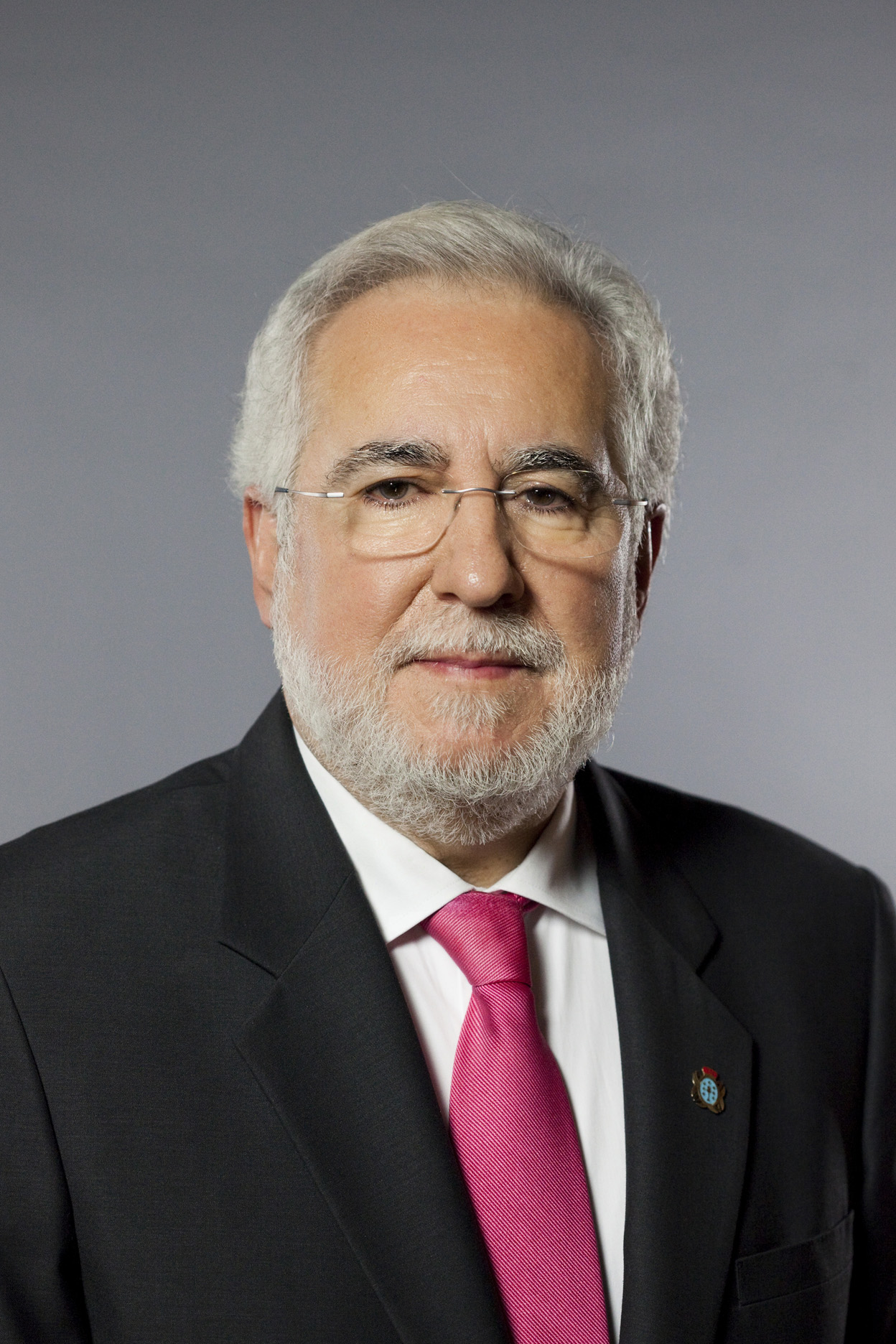
Miguel Ángel Santalices, actual presidente del Parlamento de Galicia

El presidente del Parlamento ostenta la representación de la Cámara, asegura la buena marcha de los trabajos, dirige los debates, mantiene el orden de los mismos y ordena los pagos, sin perjuicio de las delegaciones que pueda conferir.
| Legislatura      | Presidente/a            | Presidente/a                     | Partido | Inicio de mandato       | Fin de mandato          |
| ---------------- | ----------------------- | -------------------------------- | ------- | ----------------------- | ----------------------- |
| I legislatura    |                         | Antonio Rosón Pérez              | UCD     | 12 de diciembre de 1981 | 17 de diciembre de 1985 |
| II legislatura   | 17 de diciembre de 1985 | Antonio Rosón Pérez              | UCD     | 13 de mayo de 1986      |                         |
| II legislatura   |                         | Tomás Pérez Vidal                | CP      | 13 de mayo de 1986      | 16 de enero de 1990     |
| III legislatura  |                         | Victorino Núñez Rodríguez        | PPdeG   | 16 de enero de 1990     | 16 de noviembre de 1993 |
| IV legislatura   | 16 de noviembre de 1993 | Victorino Núñez Rodríguez        | PPdeG   | 18 de noviembre de 1997 |                         |
| V legislatura    | José María García Leira | 18 de noviembre de 1997          | PPdeG   | 20 de noviembre de 2001 |                         |
| VI legislatura   | José María García Leira | 20 de noviembre de 2001          | PPdeG   | 18 de julio de 2005     |                         |
| VII legislatura  |                         | María Dolores Villarino Santiago | PSdeG   | 18 de julio de 2005     | 1 de abril de 2009      |
| VIII legislatura |                         | Pilar Milagros Rojo Noguera      | PPdeG   | 1 de abril de 2009      | 16 de noviembre de 2012 |
| IX legislatura   | 16 de noviembre de 2012 | Pilar Milagros Rojo Noguera      | PPdeG   | 26 de enero de 2016     |                         |
| IX legislatura   |                         | Miguel Ángel Santalices Vieira   | PPdeG   | 26 de enero de 2016     | 21 de octubre de 2016   |
| X legislatura    | 21 de octubre de 2016   | Miguel Ángel Santalices Vieira   | PPdeG   | 7 de agosto de 2020     |                         |
| XI legislatura   | 7 de agosto de 2020     | Miguel Ángel Santalices Vieira   | PPdeG   | 18 de marzo de 2024     |                         |
| XII legislatura  | 18 de marzo de 2024     | Miguel Ángel Santalices Vieira   | PPdeG   | En el cargo             |                         |

## Composición del Parlamento en la XII legislatura

### Resultado electoral
En las elecciones al Parlamento de Galicia de 2024, celebradas el domingo 18 de febrero, el Partido Popular de Galicia ganó las elecciones, quedando el Bloque Nacionalista Galego en segundo lugar y el Partido de los Socialistas de Galicia tercero, con el mejor y el peor resultado de la historia de ambos partidos, respectivamente. De este modo, los resultados en las elecciones fueron los siguientes:
| Elecciones al Parlamento de Galicia de 2024 |                                       |                           |         |         |           |           |
| Partido                                     | Partido                               | Candidato                 | Votos   | Votos   | Diputados | Diputados |
|                                             | Partido Popular de Galicia            | Alfonso Rueda Valenzuela  | 711 713 | 46,95 % | 40        | 2         |
|                                             | Bloque Nacionalista Galego            | Ana Belén Pontón Mondelo  | 470 692 | 31,05 % | 25        | 6         |
|                                             | Partido de los Socialistas de Galicia | José Ramón Gómez Besteiro | 211 361 | 13,94 % | 9         | 5         |
|                                             | Democracia Ourensana                  | Armando Ojea Bouzo        | 15 442  | 1,02 %  | 1         | 1         |
| Fuente: Junta de Galicia                    |                                       |                           |         |         |           |           |

### Órganos del Parlamento

#### Mesa
| Cargo                  | Titular                        | Partido    |
| ---------------------- | ------------------------------ | ---------- |
| Presidente             | Miguel Ángel Santalices Vieira | PPdeG      |
| Vicepresidenta primera | María Elena Candia López       | PPdeG      |
| Vicepresidenta segunda | María Montserrat Prado Cores   | BNG        |
| Secretaria             | Ethel María Vázquez Mourelle   | PPdeG      |
| Vicesecretaria         | Patricia Iglesias Rey          | PSdeG-PSOE |

#### Grupos parlamentarios
Todavía no han sido constituidos los grupos parlamentarios de la XII legislatura.

#### Junta de Portavoces
| Cargo                         | Cargo                                          | Titular                        | Lista      |
| ----------------------------- | ---------------------------------------------- | ------------------------------ | ---------- |
| Presidente                    | Presidente                                     | Miguel Ángel Santalices Vieira | PPdeG      |
| Vicepresidenta primera        | Vicepresidenta primera                         | María Elena Candia López       | PPdeG      |
| Vicepresidenta segunda        | Vicepresidenta segunda                         | María Montserrat Prado Cores   | BNG        |
| Secretaria                    | Secretaria                                     | Ethel María Vázquez Mourelles  | PPdeG      |
| Vicesecretaria                | Vicesecretaria                                 | Patricia Iglesias Reyes        | PSdeG-PSOE |
| Portavoces titulares          |                                                |                                |            |
|                               | Portavoz del GP Popular de Galicia             | Jose Alberto Pazos Couñago     | PPdeG      |
|                               | Portavoz del GP del Bloque Nacionalista Galego | Ana Belén Pontón Mondelo       | BNG        |
|                               | Portavoz del GP de los Socialistas de Galicia  | José Ramón Gómez Besteiro      | PSdeG-PSOE |
| Fuente: Parlamento de Galicia |                                                |                                |            |

#### Comisiones
| Comisiones del Parlamento de Galicia                               |                                |       |       |
| Comisión                                                           | Presidencia                    | Grupo | Grupo |
| Comisiones permanentes legislativas                                |                                |       |       |
| Institucional, de Administración General, Justicia e Interior      | María Sol Díaz Mouteira        |       | PPdeG |
| Ordenación Territorial, Obras Públicas, Medio Ambiente y Servicios | Carmen María Pomar Tojo        |       | PPdeG |
| Economía, Hacienda y Presupuestos                                  | Noa Presas Bergantiños         |       | BNG   |
| Educación y Cultura                                                | Teresa Egerique Mosquera       |       | PPdeG |
| Sanidad, Política Social y Empleo                                  | María Corina Porro Martínez    |       | PPdeG |
| Industria, Energía, Comercio y Turismo                             | Vacante                        |       | PPdeG |
| Agricultura, Alimentación, Ganadería y Montes                      | Rubén Lorenzo Gómez            |       | PPdeG |
| Pesca y Mariscos                                                   | José Manuel Balseiro Orol      |       | PPdeG |
| Comisiones permanentes no legislativas                             |                                |       |       |
| Reglamento                                                         | Miguel Ángel Santalices Vieira |       | PPdeG |
| Peticiones                                                         | Miguel Ángel Santalices Vieira |       | PPdeG |
| Estatuto de los Diputados                                          | José Alberto Pazos Couñago     |       | PPdeG |
| Control de la Corporación Radio y Televisión de Galicia            | María Guadalupe Murillo Solí   |       | PPdeG |
| Relaciones con el Consejo de Cuentas                               | Raquel Arias Rodríguez         |       | PPdeG |

## Senadores designados por el Parlamento de Galicia
Una de las funciones que desempeña el Parlamento de Galicia es la designación de los senadores que deben representar a Galicia, conforme a lo previsto en la Constitución y en la forma que determine la Ley de Designación de Senadores en representación de Galicia.
La designación de los senadores gallegos se produjo el día 19 de noviembre de 2021 en el Parlamento de Galicia. Así, se eligieron a dos representantes del Partido Popular de Galicia y uno del Partido de los Socialistas de Galicia. Por lo tanto, la lista de senadores designados por el Parlamento de Galicia quedó de la siguiente forma:
| Partido | Senadores actuales           | Fecha de inicio     |
| ------- | ---------------------------- | ------------------- |
| PPdeG   | José Manuel Rey Varela       | 29 de julio de 2023 |
| PPdeG   | José Manuel Baltar Blanco    | 29 de julio de 2023 |
| BNG     | Maria Carmen Da Silva Méndez | 29 de julio de 2023 |

Entre 2021-Actualidad
| Partido                        | Partido    | Senadores                        | Fecha inicio             | Fecha fin          |
| ------------------------------ | ---------- | -------------------------------- | ------------------------ | ------------------ |
|                                | PPdeG      | Elena Muñoz Fonteriz             | 20 de noviembre de 2019  | 18 de mayo de 2022 |
| Alberto Núñez Feijóo           | PPdeG      | 25 de mayo de 2022               | 29 de mayo de 2023       |                    |
| José Manuel Rey Varela         | PPdeG      | 29 de julio de 2023              |                          |                    |
| Jesús Vázquez Abad             | PPdeG      | 20 de noviembre de 2019          | 20 de septiembre de 2021 |                    |
| Juan Carlos Serrano Gómez      | PPdeG      | 27 de octubre de 2021            | 18 de mayo de 2022       |                    |
| Miguel Ángel Tellado Filgueira | PPdeG      | 25 de mayo de 2022               | 28 de julio de 2023      |                    |
| José Manuel Baltar Blanco      | PPdeG      | 29 de julio de 2023              |                          |                    |
|                                | PSdeG-PSOE | Xoaquín María Fernández Leiceaga | 20 de noviembre de 2019  | 29 de mayo de 2023 |
|                                | BNG        | María Carmen Da Silva Méndez     | 29 de julio de 2023      |                    |

## Actividad
La actividad del Parlamento de Galicia se desenvuelve en dos períodos de sesiones: uno que abarca los meses de septiembre a diciembre y otro del 15 de enero al 15 de julio. Actualización DOG n.º 162 de 2015/8/26. Durante estos períodos, los diputados se pueden reunir en sesiones ordinarias de Comisión que, habitualmente, tienen lugar de martes a viernes cada semana. Fuera de estos períodos de sesiones, se pueden realizar sesiones extraordinarias de cumplirse determinados requisitos.
Quien ejerce la presidencia del Parlamento fija el orden del día de las sesiones plenarias, de acuerdo con la Mesa y la Junta de portavoces y teniendo en cuenta el calendario de actividades. El orden del día de las Comisiones viene determinada por la respectiva Mesa, de acuerdo con el calendario establecido por la Mesa del Parlamento.
Las sesiones plenarias son públicas, existiendo en el salón de sesiones la tribuna, espacio reservado a quienes deseen seguir las intervenciones en vivo y en directo. Para ello, la persona interesada debe solicitar la correspondiente invitación a la presidencia o a algún grupo parlamentario. También es posible seguir los debates a través de la web del Parlamento, en Parlamento TV, en el momento de la celebración de la sesión plenaria.

## Sede

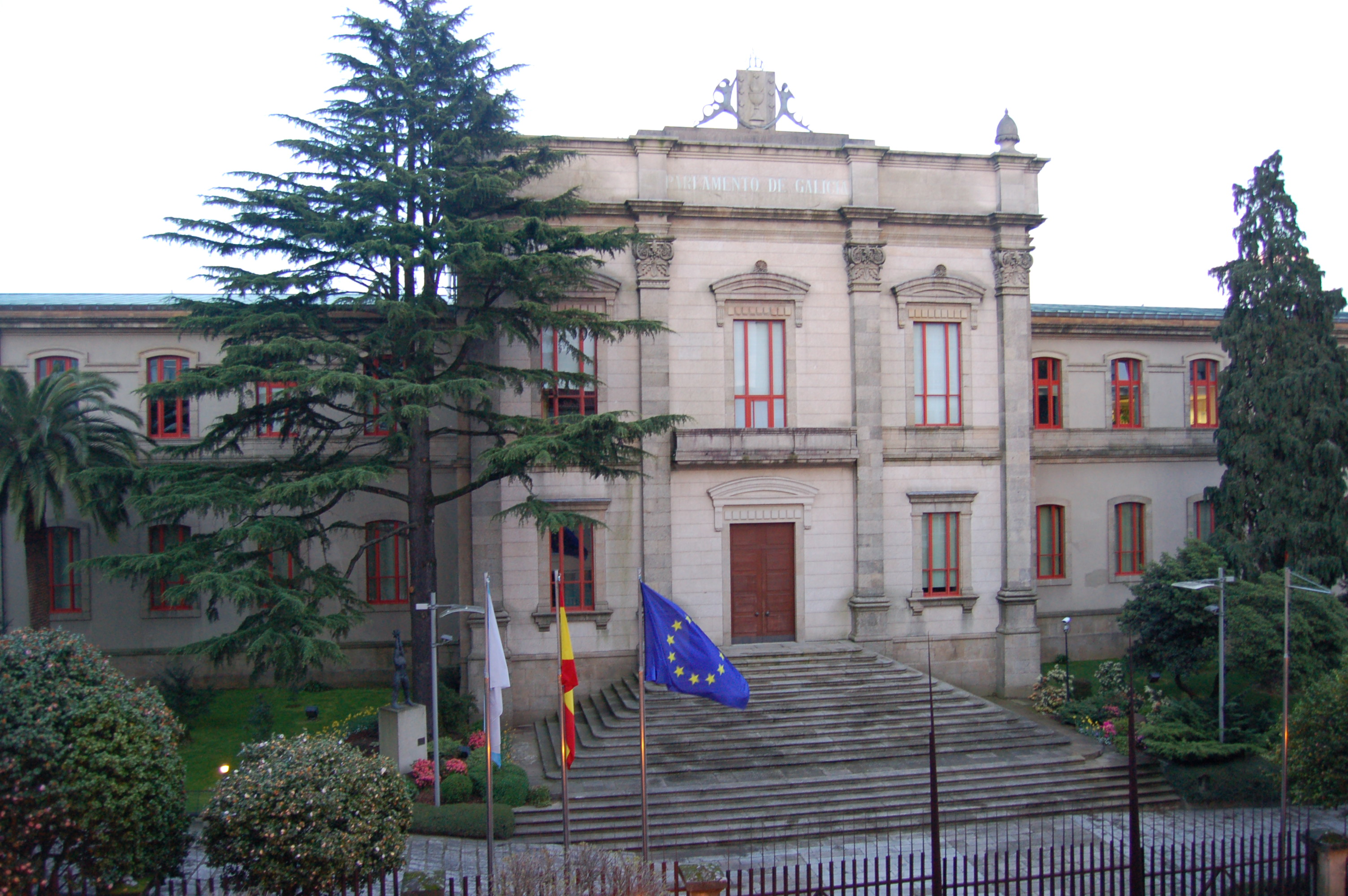
Fachada del edificio sede del parlamento

El Parlamento de Galicia tiene su sede en el Pazo del Hórreo, en Santiago de Compostela (La Coruña), desde el año 1989. Previamente, había ocupado dos sedes provisionales (los palacios de Gelmírez y de Fonseca, ambos en Santiago). El edificio fue construido a principios del siglo XX para albergar una Escuela de Veterinaria.
El Pazo del Hórreo cuenta con todas las dotaciones necesarias para que los diputados puedan desarrollar su trabajo: salón de plenos, salas de comisiones, de prensa y otras dependencias de uso polivalente, tanto para las reuniones de carácter interno como para la actividad pública y encuentros con colectivos. Un completo equipamiento tecnológico permite ofrecer en directo, a través de la web, las sesiones del Pleno y de las comisiones.
El Parlamento alberga también una variada y valiosa colección de arte gallego contemporáneo, pintura y escultura, fundamentalmente, y cuenta con una nutrida biblioteca.